# Lethocerus patruelis
Lethocerus patruelis – gatunek pluskwiaka z podrzędu różnoskrzydłych i rodzaju Lethocerus, występującego w południowej Azji i południowo-wschodniej Europie (jedyny gatunek z rodziny żyjący w Europie).